# Новонадырово
Новонадырово (баш. Яңы Нәдир) — деревня в Илишевском районе Республики Башкортостан Российской Федерации. Входит в состав Базитамакского сельсовета.

## География

### Географическое положение
Расстояние до:
- районного центра (Верхнеяркеево): 33 км,
- центра сельсовета (Базитамак): 3 км,
- ближайшей ж/д станции (Буздяк): 135 км.

## Население
| 2002 | 2009 | 2010 |
| ---- | ---- | ---- |
| 136  | ↘135 | ↘134 |

Национальный состав
Согласно переписи 2002 года, преобладающие национальности — башкиры (59 %), татары (40 %).